# Lidia Martora
Lidia Maresca (Rocca di Cave, 13 de enero de 1917-Roma, 23 de abril de 1971), conocida como Lidia Martora, fue una actriz italiana.

## Biografía
Nacida en una familia de famosos artistas de variedades, su madre era corista, su padre Achille era empresario, y su tío Luigi era cantante de opereta. Hermana de Marisa Maresca, fue actriz de teatro de revista desde finales de los años 30, antes de convertirse en actriz de personajes en el cine italiano de los años 50 y 60 y en actriz de radio y televisión.
En 1938, en el Teatro Piccinni de Bari, durante el espectáculo A Coperchia è caduta una stella, conoció a Peppino De Filippo, que se convirtió en su compañero de vida durante muchos años (provocando la discusión con su hermano Eduardo, que ya que en 1940, después de la entrada de Martora en la compañía no la había confirmado en su papel).
Su debut en la pantalla grande fue en la película de Giacomo Gentilomo de 1949, Biancaneve e i sette ladri, con Peppino De Filippo y Silvana Pampanini, en un papel secundario. En 1953 interpretó a Carmela en la película Lo scocciatore (Via Padova 46) de Giorgio Bianchi, nuevamente con Peppino De Filippo y Giulietta Masina. Su actividad teatral continuó durante estos años y sus interpretaciones fueron apreciadas por la crítica (por ejemplo, por Buon appetito, signor commissario de Paolo Ricci en L'Unità del 20 de abril de 1958). En 1959 Mario Soldati la dirigió en la película Policarpo, ufficiale di scrittura el papel de Amelia Pancarano junto a Renato Rascel. En la película con Totò Signori si nasce de Mario Mattoli interpreta a María Luisa, la esposa de Peppino De Filippo.
Tras haberse divorciado unos días antes de su primera esposa, Adele Carloni (con la que se casó en 1929, pero de la que vivía separado), Peppino De Filippo se casó con Martora recién el 23 de abril de 1971, en su lecho de muerte, en la habitación número 401 de la Clínica Villa Flaminia de Roma, donde ella se encontraba hospitalizada desde hacía una semana a causa del empeoramiento de su salud, causado por una enfermedad incurable. Martora falleció sólo tres horas después de la ceremonia. Descansa en la tumba de la familia De Filippo, en el cementerio comunal monumental Campo Verano, en Roma.

## Filmografía
- Biancaneve e i sette ladri (1949)
- Non è vero... ma ci credo (1952)
- Lo scocciatore (Via Padova 46) (1953)
- I due compari (1955)
- Una pelliccia di visone (1956)
- Policarpo, ufficiale di scrittura (1959)
- Signori si nasce (1960)
- Genitori in blue-jeans (1960)
- I 4 monaci (1962)